# Partula remota
Partula remota foi uma espécie de gastrópodes da família Partulidae.
Foi endémica da Polinésia Francesa.